# Three Percenters
Los Tres Percenters, estilizados como 3 Percenters, 3%ers y III%ers, es un grupo paramilitar ultraderechista estadounidense y con presencia en Canadá. El grupo defiende derechos a la portación de armas a la autodefensa de los ciudadanos estadounidenses, así como la no intervención del gobierno federal en asuntos locales.
El nombre del grupo proviene de la creencia popular que el tres por ciento de los colonos americanos se rebelaron contra el Reino de Gran Bretaña durante la Revolución americana.
El Southern Poverty Law Center catalogó al grupo como un grupo «antigubernamental», constituyendo uno de los grupos nacionalistas más numerosos y potencialmente peligrosos en los Estados Unidos. Algunos expertos canadienses consideran al grupo «el mayor grupo extremista» en Canadá.

## Fundación e historia
Fue fundado en 2008, en reacción por la elección de Barack Obama como presidente de los Estados Unidos. los miembros creyeron que la presidencia de Obama dirigiría a la interferencia de gobierno a los asuntos de los individuos, y particularmente en un control más estricto para las armas de fuego. Muchos miembros son miembros actuales o exmiembros del ejército, policía y otras agencias de aplicación de la ley, así como grupos antigubernamentales como los Oath Keepers. El movimiento ha sido asociado con el Movimiento Patriota.
El movimiento fue cofundado por Michael «Mike» Brian Vanderboegh de Alabama, un miembro del Oath Keepers, un grupo con el que Three Percenters está ligeramente emparentado y comúnmente comparado. Vanderboegh clama haber sido un miembro de Estudiantes para una Sociedad Democrática y el Partido de Trabajadores Socialista, pero abandonó los pensamientos de izquierda y a partir de 1977 fue introduciéndose más al libertarismo.
El sitio web del grupo clama que el grupo no es supremacista ni racista, pero este grupo irrumpió en algunas de las protestas relacionadas al asesinato de Michael Brown en Ferguson, Misuri, además de presentar numerosos comentarios racistas por parte de sus seguidores en redes sociales como Facebook y Twitter.

## Ideología
El sitio web de esta organización proclama que «no es una milicia» y que «no es antigubernamental». Los Three Percenters creen que los ciudadanos normales tienen que tomar una posición en contra de los abusos cometidos por Gobierno federal de los Estados Unidos, del cual creen que sobrepasa sus límites constitucionales. Declaran que sus objetivos incluyen proteger el derecho a poseer y mantener armas de fuego, y para «empujar atrás en contra toda tiranía». El grupo se opone a las interferencias del gobierno federal en asuntos locales.
Como otras milicias estadounidenses, los Three Percenters creen en la capacidad de organización del ciudadano común e inclusive el resistir exitosamente una ofensiva del Ejército de los Estados Unidos. Apoyan esta creencia por reclamar que sólo alrededor 3% de los colonizadores estadounidenses lucharon contra los británicos durante la Revolución americana, una creencia un tanto inexacta del número de personas que resistió a los británicos, y que no toman en cuenta la concentración de fuerzas británicas en las ciudades costeras, la semejanza de armas utilizada por fuerzas estadounidenses y británicas, el apoyo franco-español a los "patriotas".

## Objetivos y Actividades
Las diversas células del grupo están estructurados jerárquicamente de acuerdo con sus Estatutos Nacionales. Además del activismo político, los capítulos también se dedican a actividades paramilitares como la capacitación en manejo de armas de fuego. La membresía se adquiere por votación y leyes opuestas que el grupo considera inconstitucionales. Los nuevos miembros realizan un juramento ante el grupo y la constitución, emulado a la realizada por los reclutas en el Ejército de Estados Unidos. Vanderboegh autopublicado una novela en línea, llamado "Absolved", en 2008, que llamó "una historia de advertencia para los policías armados fuera de control de la ATF". En su sitio web, el movimiento afirma que no es un grupo de milicias, sino más bien una "organización nacional compuesta por ciudadanos patrióticos que aman a su país, sus libertades y su libertad".
Vanderboegh y su novela "Absolved" recibieron por primera vez una mayor atención de los medios en 2011, cuando cuatro presuntos miembros de la milicia en Georgia fueron arrestados por un plan para un ataque biológico que supuestamente inspirado en la novela. Vanderboegh se distanció de la supuesta conspiración, diciendo que su obra "era totalmente ficción". En 2013, Christian Allen Kerodin y sus colaboradores estaban trabajando en la construcción de un complejo amurallado en el Condado de Benewah, Idaho, "un refugio para Three Percenters", diseñado para albergar a 7,000 personas después de un desastre mayor , una iniciativa que la policía local ha descrito como una "estafa".
En abril de 2013, un grupo de policías de Nueva Jersey, fueron reprendidos por portar parches que decían "One of the 3%" (Uno de los 3%). Después del ataque armado en Chattanooga, en un centro comercial, un centro de reclutamiento militar y un centro de apoyo operativo en  Tennessee, tres militantes de , Three Percenters, Oath Keepers, y otras milicias organizar reuniones armadas fuera de los centros de reclutamiento en varios estados, con el objetivo declarado de brindar protección a los miembros del servicio, a quienes se les prohibió portar armas mientras estaban de servicio en los centros de reclutamiento de civiles. En respuesta, la División de Seguridad del Centro de Operaciones de Comando del Ejército emitió una carta ordenando a los soldados que no interactúen o reconozcan a los civiles armados fuera de los centros de reclutamiento, y que "Si los supuestos ciudadanos preocupados lo interrogan, sean corteses, profesionales y denuncien al conversación inmediatamente e informar el incidente a la policía local", señalando que el oficial emisor está "seguro de que los ciudadanos tienen buenas intenciones, pero no podemos asumir esto en todos los casos y no queremos defender este comportamiento".
Un grupo de Three Percenters prontesto en frente de un refugio de reasentamiento para migrantes en ese estado el 4 de noviembre del 2015. En 2016, el grupo "3% Percenters of Idaho" anunció que enviaría a algunos de sus miembros en apoyo de la Ocupación de milicianos del refugio nacional de vida silvestre de Malheur, supuestamente para "asegurar el perímetro" y evitar un asedio. They left several hours later after being told their assistance was not needed. Dos días antes, Vanderboegh había descrito a los ocupantes como "una colección de frutas y nueces". ""Lo que Bundy y esta colección de frutas y nueces ha hecho es darles a los federales la oportunidad perfecta de avanzar en su agenda para desacreditarnos", dijo.
El grupo proporcionó seguridad para un evento de 2017 realizado por "Patriot Prayer" llamado "Protesta por Trump y libertad". Varios militantes también estuvieron presentes y proporcionaron seguridad para la marcha de Derecha Unida celebrada en Charlottesville, Virginia, en agosto de 2017.Después de los eventos en Charlottesville, el "Consejo Nacional" del grupo emitió una "orden de retirada", declarando, "no nos alinearemos con ningún tipo de grupo racista".
En 2017, un hombre de Oklahoma de 23 años, Jerry Drake Varnell, fue arrestado por cargos federales de planear un ataque con coche bomba contra un banco en el centro Oklahoma City, modelado a partir del atentado ocurrido en 1995. Durante una reunión en 2017 con agentes encubiertos del FBI, Varnell se identificó con el movimiento de los Three Percenters y dijo que se suscribió a la "ideología del III%" y tenía la intención de "comenzar la próxima revolución". Varnell fue sentenciado el 23 de marzo del 2020, a 25 años de prisión, por los crímenes de conspiración para usar un dispositivo explosivo para dañar un edificio utilizado en el comercio interestatal, y planear usar un arma de destrucción masiva contra la propiedad utilizada en el comercio interestatal.
En 2018, tres hombres fueron arrestados en relación con el bombardeo de una mezquita de Minnesota. El ataque no dejó heridos y uno de los sospechosos involucrados, fue el  exdiputado del sheriff Michael B. Hari, tenía conexiones con el grupo.
En junio de 2019, el gobernador de Oregón Kate Brown envió a la Policía Estatal de Oregón para traer a 11 senadores estatales republicanos ausentes al Capitolio del Estado de Oregón. Los senadores estatales republicanos se habían ausentado para evitar una votación sobre una propuesta cuyo objetivo era reducir las emisiones de gases de efecto invernadero para 2050, como esfuerzo para combatir el cambio climático. Los Tres Percentros ofrecieron apoyo a los senadores republicanos, declarando que estarían "haciendo lo que sea necesario para mantener a estos senadores seguros". El 22 de junio del 2019,se canceló una sesión del Senado del Estado de Oregón cuando se cerró el Capitolio del Estado de Oregón debido a una advertencia de la policía estatal de una "posible amenaza de milicianos".
En mayo del 2020 durante una marcha en apoyo a la Segunda Enmienda durante el Día de los Caídos, en Frankfort, miembros de Three Percenters y otros manifestantes rompieron varias barreras de control de multidudes para acceder al porche delantero de la Mansión del Gobernador, la residencia principal del Gobernador Andy Beshear, y comenzaron a molestar a los ocupantes de la Mansión en respuesta a las restricciones del Gobernador relacionadas con la pandemia COVID-19. Poco después, los miembros del grupo se alejaron varios cientos de metros y levantaron una efigie con la cara del gobernador y un letrero que decía sSic semper tyrannis ("siempre a los tiranos") desde un árbol. El evento generó la condena de Beshear y de todo el espectro político del estado de Kentucky.
Algunos funcionarios estatales se habían unido a los Three Percenters en eventos anteriores, incluyendo representantes del estado de Kentucky, políticos de derecha y el senador John Schickel. Beshear calificó al grupo como "radical", que sus acciones estaban "dirigidas a crear miedo y terror", y declaró que los funcionarios que aparecieron en eventos anteriores del Tres Percenter "no pueden avivar las llamas y luego condenar el fuego".
Durante las investigaciones sobre el intentod de secuestro Gretchen Whitmer, uno de los arrestados se proclamó el "Segundo al mando" d la rama de los Three Percenters en el estado de Winsconsin,pero hasta el momento el grupo no lo ha confirmado o negado.